# Alnaelven
Alnaelva, Alnaelven eller Alna eller alternativt Loelva (Loelven) er med sine 17 km Norges hovedstad Oslos længste flod. Den løber fra Alnsøen i Lillomarka og får betydelige bidrag fra Breisøen, Steinbruvannet, Tokerudbekken og Østensjøbekken og løber ud i Oslofjorden inderst i Bjørvika. 

## Navnet
Navnet er i tidens løb ændret i både udtale og skrivemåde. Traditionel mundtligt udtale er i dag Ærna. I skriftlige kilder findes former som blandt andet Alne og Elna. Flere traditionelle stednavne ved Alnas oprindelige flodløb bærer forstavelsen Aln-.

### Udløbet af Loen
«Loelva» eller «Loen» siges at være konstrueret for at forklare bynavnet Oslo («Loens os»/Loens udløb). Disse litterære navneformer fik stor udbredelse både i skrift og tale, og de har givet ophav til navnet Lodalen for den nedre del af Alnadalen. Men det gamle navn Alna overlevede i folkemunde højere oppe i Groruddalen, hvor afstanden til Oslo var større. Efter at det blev almindelig kendt, at Alna er det oprindelige navn, fortrænger det nu det konstruerede navn «Loelva».

## Historie

### Ældre tid
Alnas udløb var åsted for etablering af Oslo by ca. år 1000. Her kunne der lægges til med vikingernes skibe, som var fladbundede og kunne sejle lidt op i floden. Floden var større på den tid: Udløbets bredde var omkring 70 meter og vandstanden var ca. 3 meter højere end i dag.
Middelalderbyen Oslo bredte sig i første omgang på strandsletten mellem Alna og Klosterelven (Hovinbekken). Ruinerne af blandt andet den gamle Kongsgård ligger i nærheden af Alnas udløb, delvis under NSBs gamle lokomotivværksted. 
Ved floderne Alna og Akerselven var der gode forekomster af ler, og det første teglværk med tilknytning til Alna blev anlagt af hertug Håkon omkring 1290, blandt andet for at skaffe teglsten til udvidelse af Mariakirken i Oslo med to 45 meter høje vesttårne.
Fra 1500-tallet blev Alna kraftkilde for savværker, og i 1700-tallet var der etableret 10 savværker fra Kværner til Grorud.

### Industrialiseringen i 1800-tallet
Flere brande og oversvømmelser førte til, at møllevirksomheden ved Kværner gård blev nedlagt i 1852. Nedlæggelsen medførte i 1853 etablering af det mekaniske værksted Kværner Brug på Kværners gamle grund i den østlige del af Lodalen. Kværner Brug (eller Kværner ASA, som virksomheden hed til slut) lå i Lodalen til 1999. I dag er der et mindesmærke over virksomheden i området. Den gamle industriby er nu i fuld gang med at forvandles til beboelsesby, Kværnerbyen.
I 1862 blev Svendengen teglværk vest for Kværner Brug anlagt, lige ved nutidens NSB-haller. På samme tid blev Nygård teglværk anlagt øst for Kværnerfosserne - på Etterstad. 
Ved Bryn Station, som blev åbnet i 1854, løber Østensjøbekken ud i Alna og videre nedad i Brynsfossen. Sidst i 1800-tallet oprettedes en række virksomheder i området omkring Bryn og Brynsfossen, blandt andet bryggeri og bomuldsfabrik.